# Aisin-Gioro
Aisin-Gioro es el nombre del clan imperial (familia imperial china) de los manchúes que fueron emperadores de la dinastía Qing desde 1644 hasta la Revolución de Xinhai (1911-1912). «Aisin» significa oro en el idioma manchú, mientras que «Gioro» es el nombre del Hogar ancestral, que se encontraría en Yilan, en la provincia de Heilongjiang.
Antes de la fundación de la dinastía Qing, el nombramiento de los niños en el clan Aisin-Gioro era esencialmente arbitraria y no siguió un funcionamiento peculiar; los manchúes originalmente no usaban nombres de generación antes de que se trasladaran a China. Antes de la era Shunzhi, a los niños del clan imperial se les daba solo un nombre manchú, por ejemplo Dorgon.
La dinastía Jin («jin» significa oro en chino) de los jurchens, antecesores de los manchúes, era conocida como Aisin-Gurun y la dinastía Qing al principio se llamó «Amaga Aisin-Gurun» o dinastía Jin posterior. Desde la caída del Imperio Qing, varios miembros de la familia han cambiado sus apellidos a Jin (chino: 金), ya que tiene el mismo significado que «Aisin». Por ejemplo, el hermano menor de Puyi cambió su nombre de Aisin-Gioro Puren (愛新覺羅溥任) a Jin Youzhi (金友之) y sus hijos, a su vez adoptaron Jin como apellido.
A pesar de apoderarse de China, la familia no incorpora gradualmente nomenclatura Han china. Durante el reinado del emperador Kangxi, todos los hijos del emperador iban a ser llamados con un prefijo de generación que precede al nombre dado. fueron tres caracteres utilizados inicialmente, Cheng (Cheng), Bao (Bao) y Chang (largo), antes de asentarse finalmente en Yin (Yin) más de una década en la era Kangxi. El prefijo de la generación de los hijos del emperador Yongzheng cambiaron de Fu (Fu) a Hong (Hong). Tras el emperador Yongzheng, el emperador Qianlong decretó que toda la descendencia masculina posterior tendría un prefijo de generación colocado en su nombre de acuerdo con un «poema de generación», para el que compuso los primeros cuatro caracteres, Yong Mian Yi zai. Por otra parte, descendientes directos del emperador a menudo compartían un radical o un significado similar en el carácter final. Los príncipes que estaban en la línea de sucesión compartían un radical común en el segundo carácter del nombre, mientras que este no era necesariamente el caso de los que no estaban en ella. En el caso del emperador Yongzheng, el soberano cambió el código de generación de sus hermanos para mantener su propio nombre único. Tales prácticas aparentemente dejaron de existir después de la era Daoguang.